# Alfred Mensi von Klarbach
 Alfred Mensi von Klarbach (* 16. Dezember 1854 in Innsbruck; † 13. März 1933 in München) war ein österreichischer Schriftsteller und Journalist. 

## Leben
Der aus einer adligen Beamtenfamilie in Innsbruck stammende Alfred Mensi von Klarbach arbeitete nach juristischen und philosophischen Studien in der kaiserlich-königlichen Statthalterei seiner Heimatstadt. 1881 zog er nach München und widmete sich daraufhin journalistischen und schriftstellerischen Tätigkeiten, worauf er rasch zu einer zentralen Figur der Münchner Kunst- und Kulturszene wurde. Ab 1882 schrieb er regelmäßig für die Allgemeine Zeitung München, wo er 1887 die Leitung des Feuilletons übernahm. Daneben schrieb er für zahlreiche weitere Medien wie die Süddeutschen Monatshefte über Fragen des Theaters, der Musik und der Kulturgeschichte. Neben aktueller Berichterstattung verfasste er auch Texte zu historischen Themen der Münchner Theatergeschichte.

## Werke
- Alt-Münchner Theater-Erinnerungen. 24 Bildnisse aus der Glanzzeit der Münchner Hofbühnen, München: Knorr & Hirth 1923
- Vor und hinter den Kulissen der Welt- und Kulturgeschichte. Studien. München 1925